# Philippe Jauzein
 (novembre 2016).
Philippe Jauzein, né le 24 janvier 1953, est un agronome et botaniste français, spécialiste de la flore française et des adventices des cultures. Enseignant‐chercheur dès 1975 à l'École nationale supérieure d'horticulture de Versailles auprès du professeur Jacques Montégut, il a exercé à AgroParisTech, centre de Grignon à l'UFR Pathologie végétale et protection des plantes et à l'UFR Ecologie, Adaptation, Interactions.
Il est le fils du géologue André Jauzein, professeur à la faculté des sciences de l'université de Paris-Ⅵ-Pierre-et-Marie-Curie, directeur du laboratoire de géologie de l'École normale supérieure de Paris, et le frère de Michel Jauzein, professeur de géologie à l’Université de Lorraine.
Il a décrit ou recombiné une trentaine de taxons de plantes vasculaires et son activité a été distinguée par le prix Coincy.
Il est connu pour sa vision synthétique des espèces botaniques (à contre‐courant de la tendance actuelle qui consiste à élever les taxons de rang inférieur vers un rang supérieur ou à définir des taxons sur des critères génétiques sans aucune différence morphologique), afin de maintenir la stabilité nomenclaturale et de préserver la botanique de terrain.
À la suite de la publication de sa recherche Cytotaxonomie de la flore francilienne, il invite les botanistes à approfondir la connaissance des espèces par l’analyse de leurs chromosomes.